# Volo TANS Perú 204
Il volo TANS Perú 204 era un volo passeggeri di linea nazionale da Lima a Iquitos, con scalo intermedio a Pucallpa, in Perù. Il 23 agosto 2005, un Boeing 737-200 Advanced precipitò durante una tempesta in fase di l'avvicinamento all'aeroporto Internazionale FAP Captain David Abensur Rengifo, Pucallpa, a 6,4 km dalla pista, provocando la morte di 40 dei 98 a bordo.

## L'aereo
Il velivolo coinvolto era un Boeing 737-244 Adv., marche OB-1809-P, numero di serie 22580, numero di linea 787. Volò per la prima volta il 4 agosto 1981 e venne consegnato a South African Airways qualche giorno dopo. Operò in seguito per VASP, Namib Air, Air Namibia e Safair. TANS Perú lo acquisì nel giugno 2005. Era spinto da 2 motori turboventola Pratt & Whitney JT8D-17A. Al momento dell'incidente, l'aereo aveva circa 24 anni e aveva accumulato 49 865 ore di volo in 45 262 cicli di decollo-atterraggio.

## L'equipaggio
Il comandante era il 45enne Octavio Perez Palma Garreta; aveva 5 867 ore di esperienza di volo, delle quali 3 763 sui Boeing 737. Il primo ufficiale era il 37enne Jorge Luis Pinto Panta, che aveva 4 755 ore di volo, di cui 1 109 a bordo dei Boeing 737. Anche il 38enne Gonzalo Chirinos Delgado, un pilota in formazione, era nella cabina di pilotaggio. Aveva 2 700 ore di volo, ma solo 61 sui Boeing 737.

## L'incidente
C'era un insolito fronte freddo in via di sviluppo nelle vicinanze di Pucallpa, pochi minuti prima che avvenisse il disastro, con le sommità delle nuvole che raggiungeva i 45 000 piedi (14 000 m). Invece di dirottare verso un altro aeroporto, l'equipaggio iniziò l'avvicinamento all'aeroporto di Pucallpa dove vi erano pioggia torrenziale, grandine e forti venti. Una decina di minuti prima dell'orario previsto per l'atterraggio, il velivolo iniziò ad oscillare. Rendendosi conto che l'aeroporto non poteva essere raggiunto in sicurezza con le condizioni meteorologiche in peggioramento, il pilota tentò un atterraggio di emergenza. Negli ultimi 32 secondi, l'aereo volò attraverso una forte grandinata e venne probabilmente investito da un wind shear, che gli fece perdere altitudine; di conseguenza, colpì le cime degli alberi e finì in una palude a 3,8 miglia nautiche (7,0 km) dalla testata della pista. Il 737 scivolò lungo il terreno paludoso e si incendiò, lasciando un percorso di detriti e combustibile in fiamme largo 30 metri e lungo un chilometro e mezzo. Il relitto dell'aeromobile fu inghiottito dal fuoco.
A bordo c'erano 91 passeggeri e 7 membri dell'equipaggio; 35 passeggeri e 5 membri dell'equipaggio (compresi tutti e 3 i piloti) persero la vita nell'incidente. Gli occupanti non peruviani includevano 11 americani, un australiano, un colombiano e uno spagnolo; Anche alcuni italiani erano a bordo, ma le cifre effettive riportate sono diverse a seconda dalla fonte. La maggior parte delle vittime si trovava nella parte anteriore della cabina. Cinquantotto persone sopravvissero all'incidente, molte delle quali riportarono ferite gravi, soprattutto ustioni e fratture.

## Le indagini

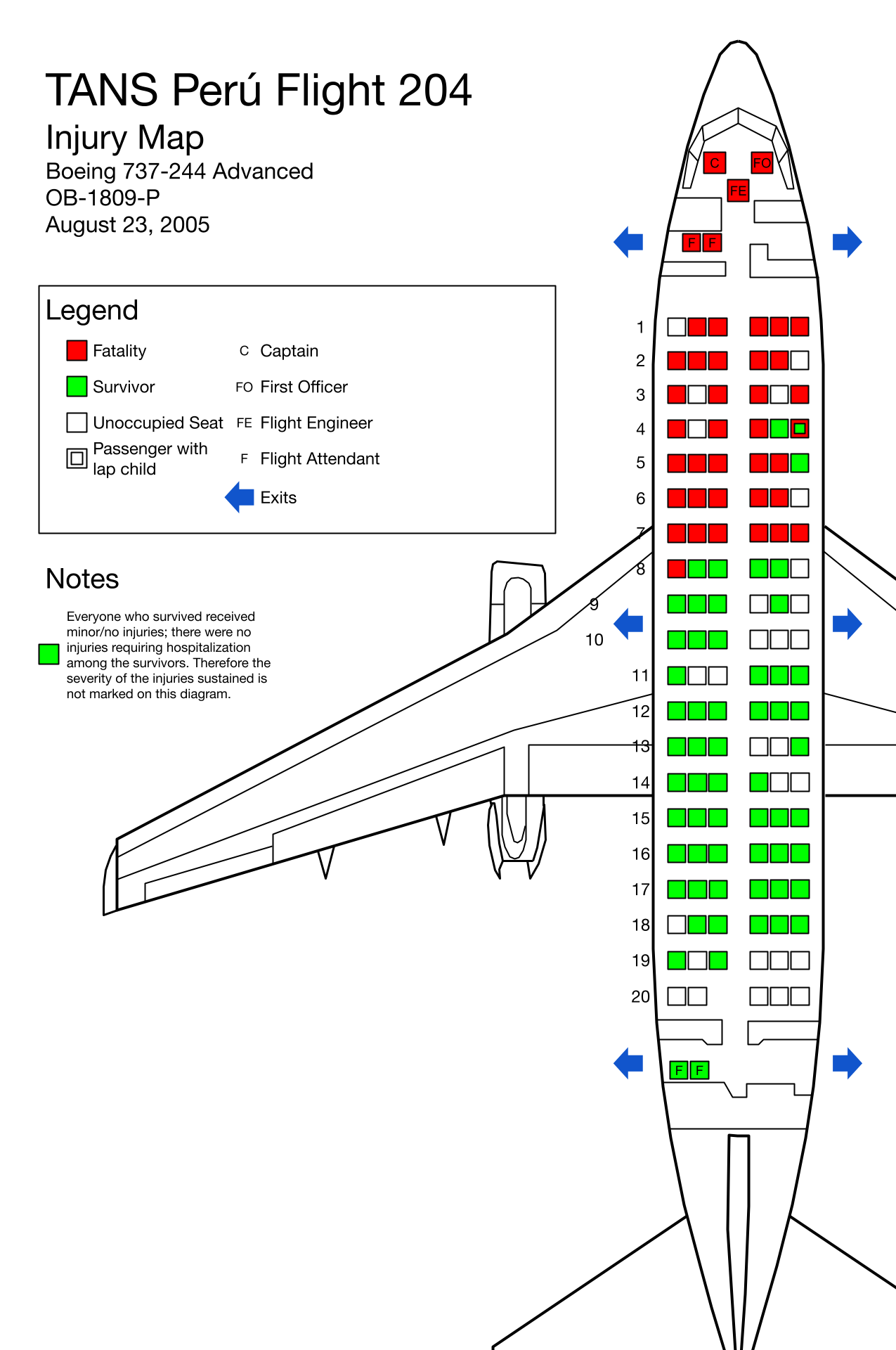
Mappa delle lesioni del volo TANS Perù 204 - contrariamente alle note di cui sopra, l'ultima frase della sezione "Descrizione dell'incidente" relativa ai passeggeri sopravvissuti afferma che "molti di loro hanno riportato ferite gravi"

L'indagine sul luogo dell'incidente venne ostacolata dai saccheggiatori, che rubarono vari detriti per venderli come rottami. Una ricompensa di 500 dollari statunitensi (equivalente a $ 654,54 nel 2019) riuscì a garantire la restituzione del registratore dei dati di volo. Dopo 312 giorni di indagini, non erano state trovate anomalie tecniche. La cause ufficiali dell'incidente furono determinate essere errori dei piloti, che non seguirono le procedure standard in condizioni meteorologiche avverse. Il comandante prese il controllo dell'aereo, ma il pilota in formazione non monitorò immediatamente gli strumenti; di conseguenza, l'equipaggio non notò subito la rapida discesa in cui era entrato il 737. L'incidente si colloca tra quelli con più vittime avvenuti nel 2005. Fu anche il secondo grave incidente che coinvolse la TANS Perú in poco più di due anni.

## Nella cultura di massa
Il volo 204 è stato analizzato in un documentario su MSNBC. L'incidente è rappresentato nel quinto episodio della dodicesima stagione della serie televisiva canadese Indagini ad alta quota, intitolato "Atterraggio alla cieca".